# ザ・ラストヒロイン〜ワルキューレの審判〜
『ザ・ラストヒロイン〜ワルキューレの審判〜』（ザ・ラストヒロイン ワルキューレのしんぱん）は2015年1月29日から6月25日に、東海テレビ放送制作で木曜深夜に放送されたオーディションリアリティ番組である。

## 概要
番組コンセプトは、「世界一厳しい芸能学校」。東海テレビ放送が、ソニー・ミュージックエンタテインメントと、吉本興業と提携して実現した。番組は東海テレビ、北海道文化放送、沖縄テレビ放送の3局ネットで放送された。

## 内容
13歳-25歳未満の女性（番組開始時に特定の芸能事務所・レコード会社に所属していない・国籍不問だが日本在住）を対象として、1万5000人以上が応募。その中から書類選考で勝ち上がった20人に対して審査を行い、演劇に必要な音楽、演技、ダンスの3つの要素を兼ね備える女性を育てるために、世界一厳しいとされる演出家・俳優らが、参加者を徹底的に厳しく指導するというもの。
不適格と判断された者に対しては「レッドカード」を出し、その週で「退学」というサバイバルだった。そして参加者が夢に向かってガチンコで戦い、向き合う姿を描いたドキュメント要素の強いリアリティ番組である。
この番組の最終審査で、中山来未が最終合格者=ラストヒロインの称号を勝ち取り、同局製作で2015年8月3日から放送を開始した昼の帯ドラマ『癒し屋キリコの約束』の主題歌で歌手（「ラストヒロイン（中山来未）」名義・「Thank You For The Music」）、並びに女優デビュー（キララ役）の権利を獲得した。
星田良子からの推薦枠（特別賞）として吉原茉依香も同作品（本城栞役）で女優デビューすることが決まった。
玉井健二の好意により、中山、吉原以外のファイナリストのうち2人（坂尻あい・矢田玲華）も、番組のエンディング（予告編）の箇所でのテーマソング歌唱を日替わりで担当している。
この模様はレギュラー放送終了後、『癒し屋キリコの約束』の事前番宣を兼ねた特別編で発表されており、2015年9月16日に同一楽曲を4人それぞれが歌ったマキシシングル（初回限定盤に、当番組のダイジェストと、ミュージック・ビデオを収録したDVD封入）として発売される。
ファイナリストには上記の4人の他に、現在HKT48のメンバーとして活躍する豊永阿紀とガールズバンドGIRLFRIENDのメンバー・NAGISAもいた。
番組終了から5年が経った2020年4月、上記ファイナリスト6名が「Thank You For The Music」を歌う映像を繋ぎ合わせた動画が6名のSNS上にて公開された。

## ルール
この項では番組内で行われたルールを記載。便宜上、1月から3月放送分のルールを「前期」・4月から5月放送分までのルールを「後期」と分類する。
前期（1月から3月、レッスン1限目～9限目）
開始当初の1月から3月までは各レッスン（放送の構成は1放送回で1レッスン（講義）分放送）レッスン終了後に講師から優秀だった生徒が数名選ばれ、その中からさらに優秀だと認められた生徒には『ゴールデンカード』が贈られる（人数は不定、誰にも贈られないこともある）。その後、指名されなかった生徒の中で成績が悪かったと判断された生徒には番組が持参した個人のバッグの中に「イエローカード」または「レッドカード」が入れられ、イエロー2枚・レッド1枚で「退学（=脱落）」になる。ここで19名の生徒の内9名がイエローカード2枚で退学（レッドカード1枚で退学になった者はいなかった)、さらに2名が厳しい指導に耐え切れず自主退学。8名が後期に生き残る結果となった。
後期（4月から5月、レッスン10限目～）
4月最初の放送回にてオーディションで選ばれた4人の生徒が追加され、3月まで残った生徒8人（1期生）と4月から追加された4人（2期生）の計12人の生徒でラストヒロインの称号をかけた「サバイバルレース」が始動。そして、前期で行われていた「ゴールデンカード」「イエローカード」制度を廃止、各授業が終わるごとに最低1人に「レッドカード」が出され、レッドカードを受け取った時点で退学になるルールに変更。それに伴い、番組構成も「ラストヒロインの称号を懸けたサバイバルレース」に変更し、最終合格者決定までの経緯を見せる構成になった。10限目から15限目までの6回のレッスンで脱落したのは1期生4名、2期生2名の計6名（13限目は2人が退学、15限目は退学者は出なかった）となり、残った6名が「ファイナリスト」として最終課題に挑んだ。

## 参加生徒
| 名前            | 年齢 （参加当時） | 出身地   | 入学期 | 結果                         | 備考                                                   |
| --------------- | ----------------- | -------- | ------ | ---------------------------- | ------------------------------------------------------ |
| 秋山 未有       | 17歳              | 大阪府   | 1期生  | 退学（12限目）               | 現在はモデルとして活動                                 |
| 池田 メルダ     | 14歳              | 埼玉県   | 1期生  | 退学（6限目）                | 2020年から2023年まで＃ババババンビのメンバーとして活動 |
| 石川 優香       | 16歳              | 大阪府   | 1期生  | 退学（5限目）                |                                                        |
| 市野 莉佳       | 14歳              | 三重県   | 1期生  | 退学（6限目）                | 双子モデル「りかりこ」の“りか”                         |
| 市野 莉子       | 14歳              | 三重県   | 1期生  | 退学（6限目）                | 双子モデル「りかりこ」の“りこ”                         |
| 小西 ねね       | 16歳              | 神奈川県 | 1期生  | 退学（13限目）               |                                                        |
| 坂尻 あい       | 19歳              | 宮城県   | 1期生  | ファイナリスト               |                                                        |
| 定形 瑞紀       | 15歳              | 東京都   | 1期生  | 退学（4限目）                |                                                        |
| 佐藤 さくら     | 14歳              | 埼玉県   | 1期生  | 退学（4限目）                |                                                        |
| 土田 有紗       | 15歳              | 埼玉県   | 1期生  | 退学（13限目）               |                                                        |
| 豊永 阿紀       | 15歳              | 福岡県   | 1期生  | ファイナリスト               | 現・HKT48 4期生 TeamHキャプテン                        |
| 中山 来未       | 19歳              | 北海道   | 1期生  | 最終合格者（ラストヒロイン） |                                                        |
| 鍋島 沙衣       | 16歳              | 東京都   | 1期生  | 退学（7限目）                |                                                        |
| 古野 恵理       | 17歳              | 東京都   | 1期生  | 退学（7限目）                |                                                        |
| 堀田 彩月       | 16歳              | 愛知県   | 1期生  | 退学（10限目）               |                                                        |
| 丸山 莉奈       | 21歳              | 鹿児島県 | 1期生  | 自主退学(3限目開始時に判明)  |                                                        |
| 村瀬 ケイシリン | 16歳              | 岐阜県   | 1期生  | 自主退学（7限目開始時に判明) |                                                        |
| 矢田 玲華       | 16歳              | 三重県   | 1期生  | ファイナリスト               |                                                        |
| 吉田 さざなみ   | 15歳              | 群馬県   | 1期生  | 退学（9限目）                | ミスiD2018 ファイナリスト                              |
| 高澤 奈津美     | 21歳              | 埼玉県   | 2期生  | 退学（14限目）               |                                                        |
| 笹井 凪紗       | 13歳              | 京都府   | 2期生  | ファイナリスト               |                                                        |
| 吉田 早耶香     | 18歳              | 愛知県   | 2期生  | 退学（11限目）               | 絹(sowa)として活動中                                   |
| 吉原 茉依香     | 20歳              | 東京都   | 2期生  | ファイナリスト               | 「Sing! Sing! Sing!」1st Season TOP10メンバー          |

## 講師
- 歌唱指導：玉井健二
- ダンス指導：RYONRYON.
- 演技指導：星田良子

## スタッフ
- ナレーション：杉本るみ
- CAM：中澤宏、小林孝至
- 音声：後藤龍幸、渡邊拓
- VE：横川友之
- 美術プロデューサー：松沢由之
- 美術進行：林政之
- 衣裳：藤澤まさみ
- メイク：atelier jam
- ヘアメイク：Lapies
- 編集：藤井竜也
- MA：大浦克寿
- 音効：磯川浩己
- タイトル：デビルロボッツ
- 音楽制作協力：agehasprings
- 音源協力：第一興商
- 協力：スウィッシュ・ジャパン、フジアール、glow、Y.D.S
- 編成：時田一雄（東海テレビ）
- 宣伝：赤坂佳晃（東海テレビ）
- 制作デスク：八木美香、岡田恵里、上野蓉子
- ブレーン：藤本昌平
- AD：金城和彦
- ディレクター：安井章浩、檜垣和孝、野上貢、山本健太郎
- 演出：中田三浩（ビーダッシュ）
- プロデューサー：横田誠（東海テレビ）、毛谷村伸也（SonyMusic）、仲良平・萩原雄一（共によしもとクリエイティブ・エージェンシー）、林敏博・永田浩子（共にビーダッシュ）
- 制作協力：ビーダッシュ
- 制作：東海テレビ、ソニー・ミュージックエンタテインメント、吉本興業

## 放送局
- 東海テレビ 毎週木曜 24:30 - 25:00（本放送）
- 北海道文化放送 毎週木曜 24:55 - 25:25（25分遅れ）
- 沖縄テレビ放送 毎週金曜 24:40 - 25:10（1日遅れ）